# Kameni Puh
Koordinati:   43°40′38″N, 15°30′43″E
Kameni Puh je majhen nenaseljen otoček v Jadranskem morju. Pripada Hrvaški.
Otoček, ki ima površino manjšo od 0,01 km², leži v Narodnem parku Kornati, okoli 1 km južno od otoka Kurba Vela.